# Fels-Löwenzahn
Der Fels-Löwenzahn (Leontodon saxatilis), auch Felsen-Milchkraut, Nickender Löwenzahn oder Hundslattich genannt, ist eine Pflanzenart aus der Gattung Leontodon (Löwenzahn) innerhalb der Familie der Korbblütler (Asteraceae).

## Beschreibung

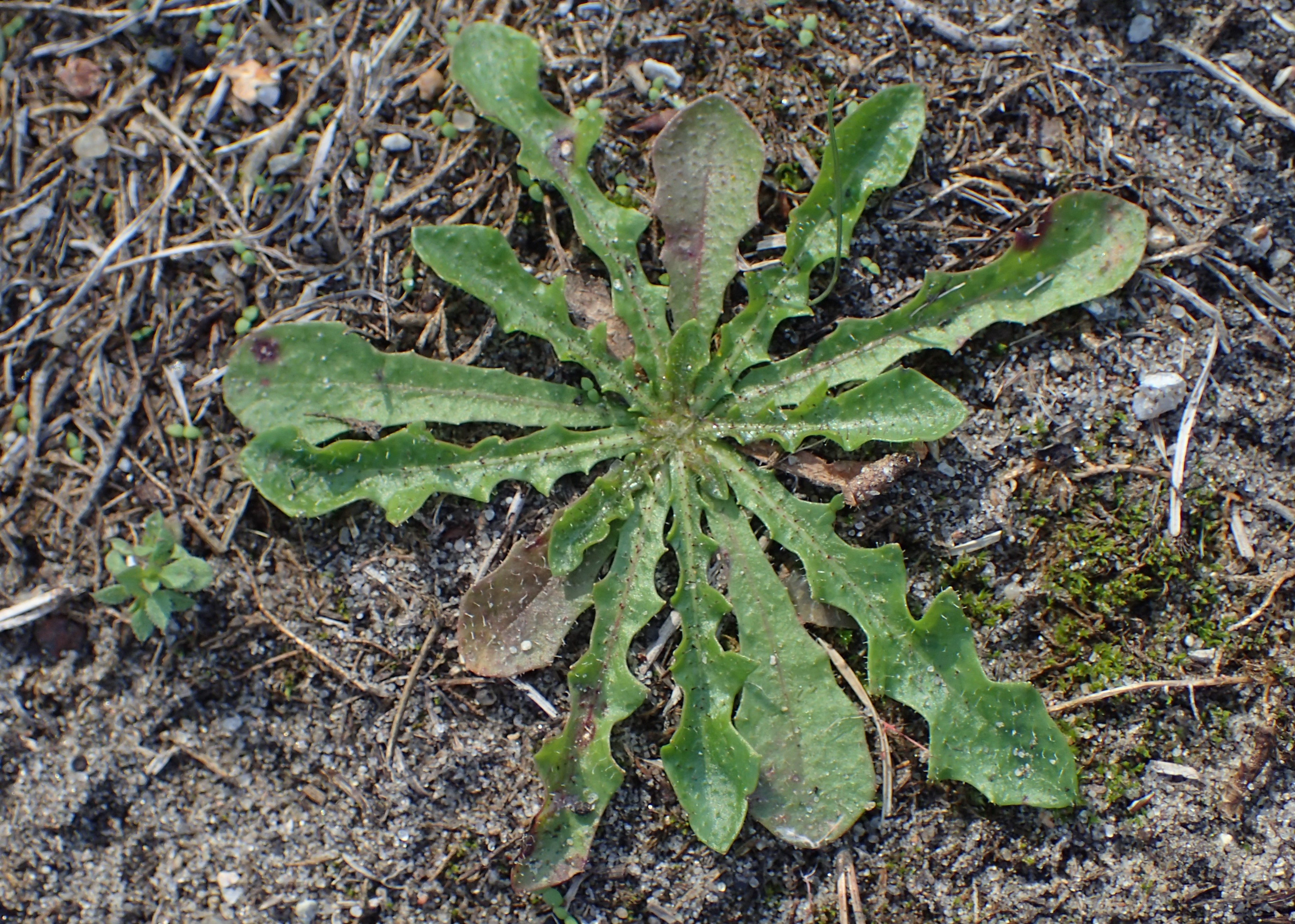
Blattrosette

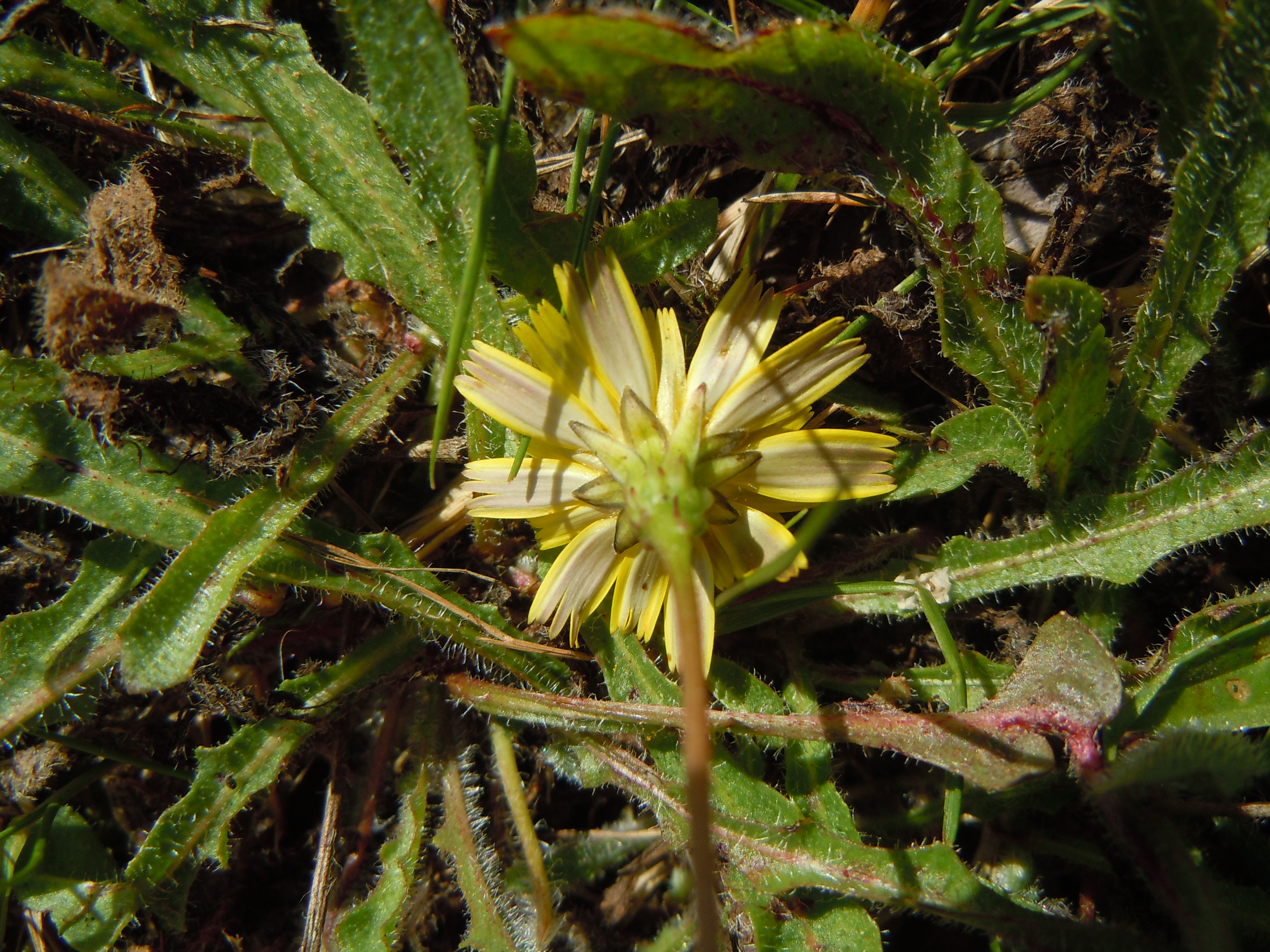
Blütenkorb von unten mit dem Involucrum und Laubblätter

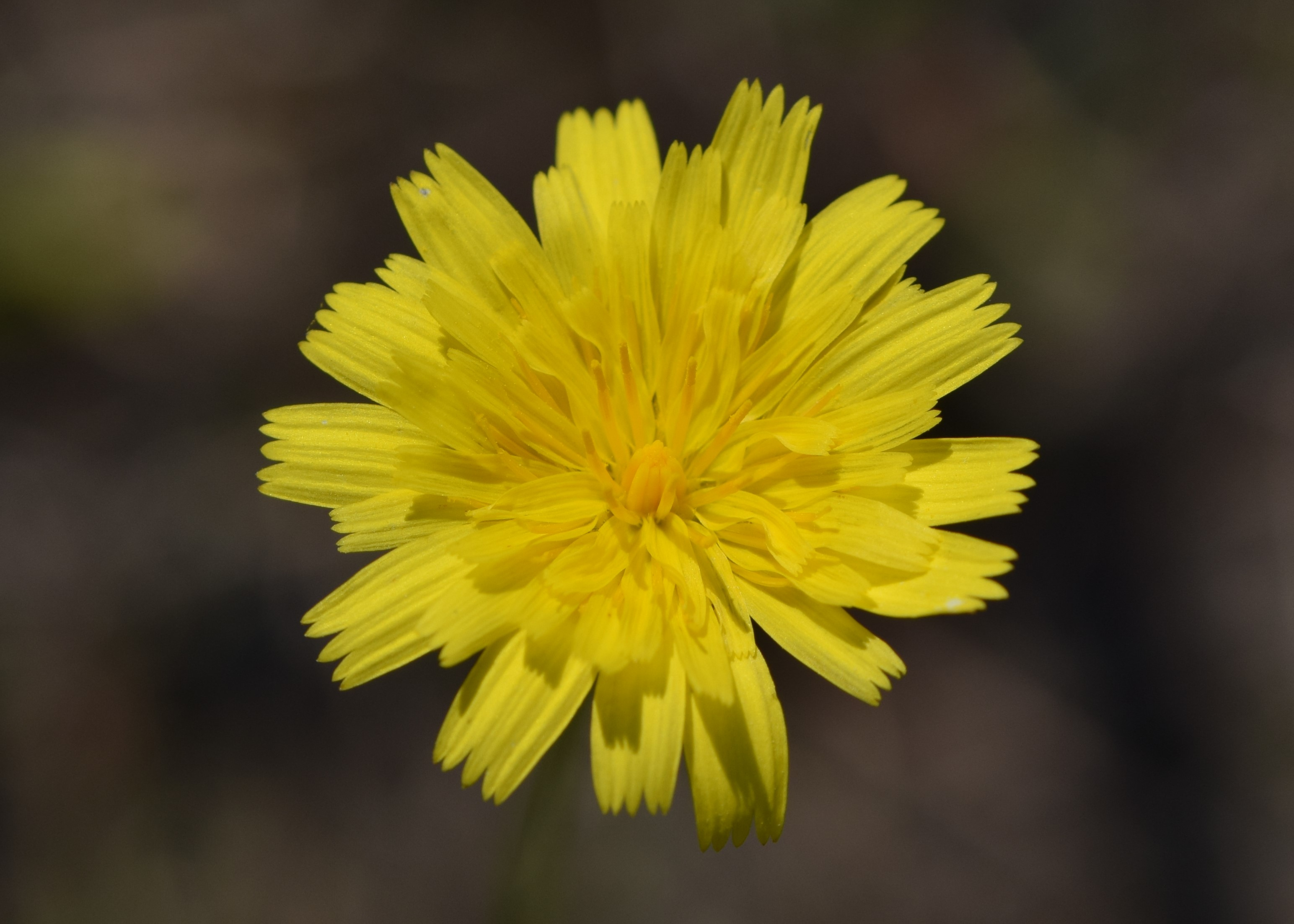
Blütenkorb von oben mit den Zungenblüten, die in fünf Kronzipfeln enden

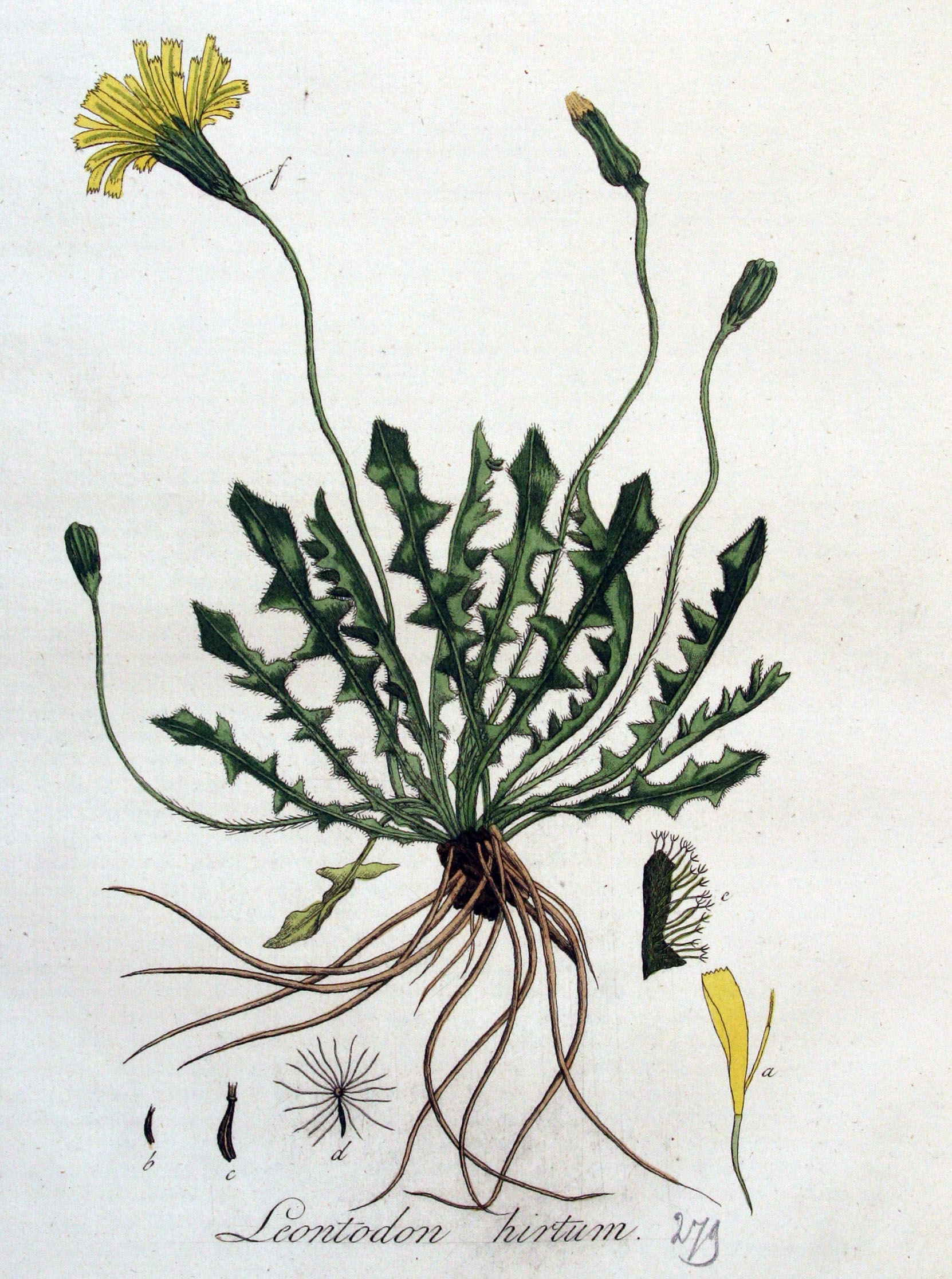
Illustration aus Flora Batava, Volume 4

### Vegetative Merkmale
Der Fels-Löwenzahn ist eine ein-, zweijährige oder ausdauernde krautige Pflanze, die Wuchshöhen von 2,5 bis 30 Zentimetern erreicht. Der „Wurzelstock“ ist kurz und „abgebissen“ und trägt nicht verdickte Faserwurzeln. Die Stängel entspringen zu mehreren einer Blattrosette, sie sind unverzweigt, blattlos und aus bogigem Grund aufsteigend.
Die Laubblätter sind in einer grundständigen Blattrosette angeordnet. Die Blattspreite ist linealisch-länglich und keilförmig gegen den Grund zusammengezogen, ausgeschweift oder buchtig gezähnt bis schrotsägeförmig fiederspaltig, selten ganzrandig.

### Generative Merkmale
Die Blütezeit reicht von Juli bis August. Die Blütenkörbe sind vor der Anthese nickend. Die Hülle (Involucrum) ist bei einer Höhe von 7 bis 9 Millimetern schmal, kahl oder mit vereinzelten Gabelhaaren besetzt. Die sechs bis zwölf Hüllblätter sind länglich-lanzettlich, grün und dunkler berandet. Die äußeren Hüllblätter sind sehr klein und viel kürzer als die inneren. Die Zungenblüten sind doppelt so lang wie die Hülle und gelb. Die randständigen Blüten sind auf dem Rücken grünlich.
Die äußeren Achänen sind kurz geschnäbelt und reif von der Hülle eingeschlossen; die inneren sind lang geschnäbelt. Der Pappus ist zweireihig; die inneren Pappusborsten sind federig, die äußeren sind kürzer und rau. Der Pappus der äußeren Früchte stellt nur ein zerschlitztes Krönchen dar.
Die Chromosomenzahl beträgt 2n = 8 oder 10.

## Ökologie
Blütenbesucher sind hauptsächlich Bienen, seltener Schwebfliegen oder Schmetterlinge.
Der Fels-Löwenzahn ist Wirtspflanze für die Pilzarten: Puccinia hieracii, eine Agromyzinarum-Art und eine Eriophyidarum-Art.

## Vorkommen
Der Fels-Löwenzahn ist von Nordafrika über Südwest-, Mittel-, Ost- bis Südosteuropa und bis zur Türkei weitverbreitet. Es gibt ursprüngliche Fundortangaben für Madeira, Marokko, Algerien, Tunesien, Portugal, Spanien, Frankreich, Korsika, Sardinien, Italien, die Schweiz, Österreich, Deutschland, die Niederlande, Belgien, Luxemburg, das Vereinigte Königreich, Irland, Polen, Belarus, Tschechien, die Slowakei, Slowenien, Serbien, Albanien, Bulgarien, Rumänien, Griechenland und die Türkei. In Nordamerika, Australien, Neuseeland, auf den Kanaren und in Japan ist er ein Neophyt.
Der Fels-Löwenzahn gedeiht in Zierrasen, an Wegen, an Ufern und in Brachen auf frischen, nährstoffreichen. humosen Sand-, Lehm- und Tonböden. Er kommt in Pflanzengesellschaften der Verbände Cynosurion, Agropyro-Rumicion, Molinion, Koelerion albescentis und Armerion maritimae vor.
Die ökologischen Zeigerwerte nach Ellenberg sind: Lichtzahl 8 = Halblicht- bis Volllichtpflanze, Temperaturzahl 6 = Mäßigwärme- bis Wärmezeiger, Kontinentalitätszahl 2 = Seeklima zeigend, Feuchtezahl 6 = Frische- bis Nässezeiger, Feuchtewechsel = stark wechselnde Feuchte zeigend, Reaktionszahl 6 = Mäßigsäure- bis Schwachbasenzeiger, Stickstoffzahl 5 = mäßigen Stickstoffreichtum anzeigend, Salzzahl 1 = salzertragend, aber meist keinen oder geringen Salzgehalt zeigend, Schwermetallresistenz = nicht schwermetallresistent.
Die ökologischen Zeigerwerte nach Landolt et al. 2010 sind in der Schweiz: Feuchtezahl F = 2+w (frisch aber mäßig wechselnd), Lichtzahl L = 4 (hell), Reaktionszahl R = 3 (schwach sauer bis neutral), Temperaturzahl T = 4+ (warm-kollin), Nährstoffzahl N = 3 (mäßig nährstoffarm bis mäßig nährstoffreich), Kontinentalitätszahl K = 4 (subozeanisch), Salztoleranz = 1 (tolerant).

## Systematik
Die Erstveröffentlichung von Leontodon saxatilis erfolgte 1779 durch Jean-Baptiste de Lamarck in Flore Françoise, ou descriptions succinctes de toutes les plantes qui croissent naturellement en France... , Band 2, S. 115. Synonyme für Leontodon saxatilis Lam. sind: Leontodon leysseri (Wallr.) Beck, Leontodon taraxacoides (Vill.) Mérat, Leontodon nudicaulis subsp. taraxacoides  (Vill.) Schinz & Thell., Thrincia leysseri Wallr., Thrincia saxatilis (Lam.) Holub & Moravec, Thrincia nudicaulis subsp. taraxacoides (Vill.) P.Fourn., Thrincia saxatilis subsp. taraxacoides (Vill.) Holub & Moravec, Colobium taraxacoides (Vill.) Holub.
Je nach Autor gibt es mehrere Unterarten:
- Leontodon saxatilis subsp. mesorhynchus (Maire) Maire (Syn.: Leontodon nudicaulis subsp. mesorhynchus Maire, Leontodon taraxacoides subsp. mesorhynchus (Maire) Valdés): Sie kommt nur in Marokko vor.[5]
- Leontodon saxatilis subsp. perennis (Emb. & Maire) Maire: Sie kommt nur in Marokko vor.[5]
- Leontodon saxatilis subsp. rothii Maire (Syn.: Leontodon taraxacoides subsp. longirostris Finch & P.D.Sell, Leontodon saxatilis subsp. longirostris (Finch & P.D.Sell) P.Silva, Leontodon saxatilis subsp. hispidus (Roth) Castrov. & M.Laínz, Leontodon taraxacoides subsp. hispidus (Roth) Kerguélen, Leontodon longirostris (Finch & P.D.Sell) Talavera): Sie kommt auf Madeira, in Marokko, Algerien, Tunesien, in Portugal, Spanien, Frankreich, auf den Balearen und in Albanien vor und ist vielleicht auch auf den Kanaren sowie Azoren.[5]
- Leontodon saxatilis Lam. subsp. saxatilis (Syn.: Leontodon nudicaulis J.Banks nom. illeg., Leontodon nudicaulis subsp. taraxacoides (Villars) Schinz & Thellung, Leontodon leysseri (Wallroth) G.Beck): Sie kommt in der Türkei und in Europa vor, fehlt aber im Norden.[5]